# Stictoleptura oblongomaculata
Stictoleptura oblongomaculata là một loài bọ cánh cứng trong họ Cerambycidae.